# Klosters bruksmuseum
Klosters bruksmuseum är ett svenskt arbetslivsmuseum i Kloster. Det visar Klosters bruks historia. Bruket började med hyttor för järn- och kopparframställning, som anlades vid Klosterån under 1400-talet, och det lades ned 1888.
Museet är inrymt i det tidigare bruksstallet på bruket, som ligger i omedelbar anslutning till ruinen efter cistercienserklostret Gudsberga kloster, som var i drift 1486–1527. Stallet restaurerades på 1980-talet och inreddes till bruksmuseum av formgivaren Sven-Olof Gudmunds (1935–2017).
Bruksmuseet behandlar klostret, krutbruket, järnbruket och Gustaf de Laval, som 1876–1877 var ingenjör på bruket och som i den tidigare hammarsmedjan utförde experiment och bland annat  konstruerade en prototyp till en separator.

## Bildgalleri

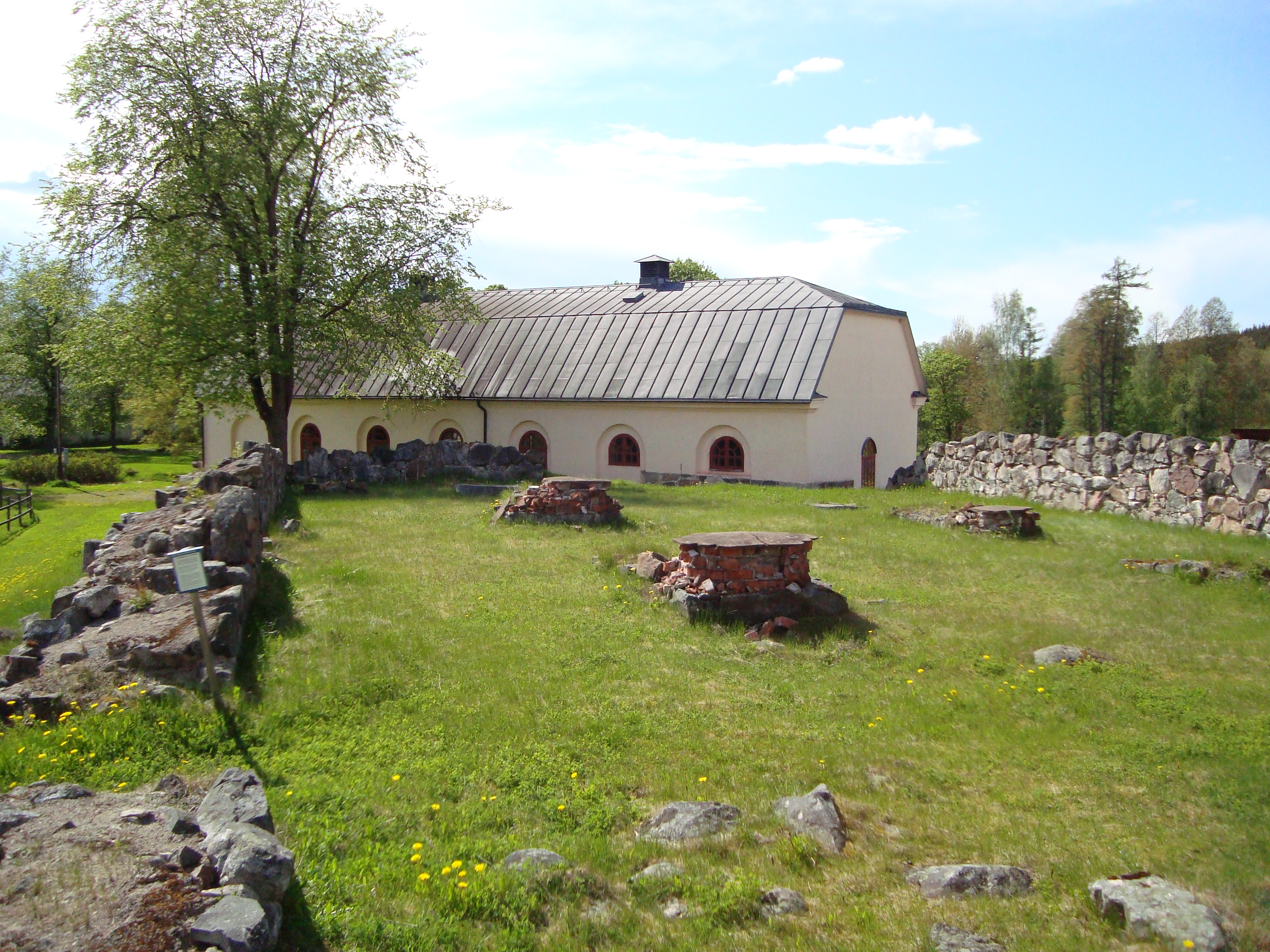
Klosterruinen och bruksmuseet
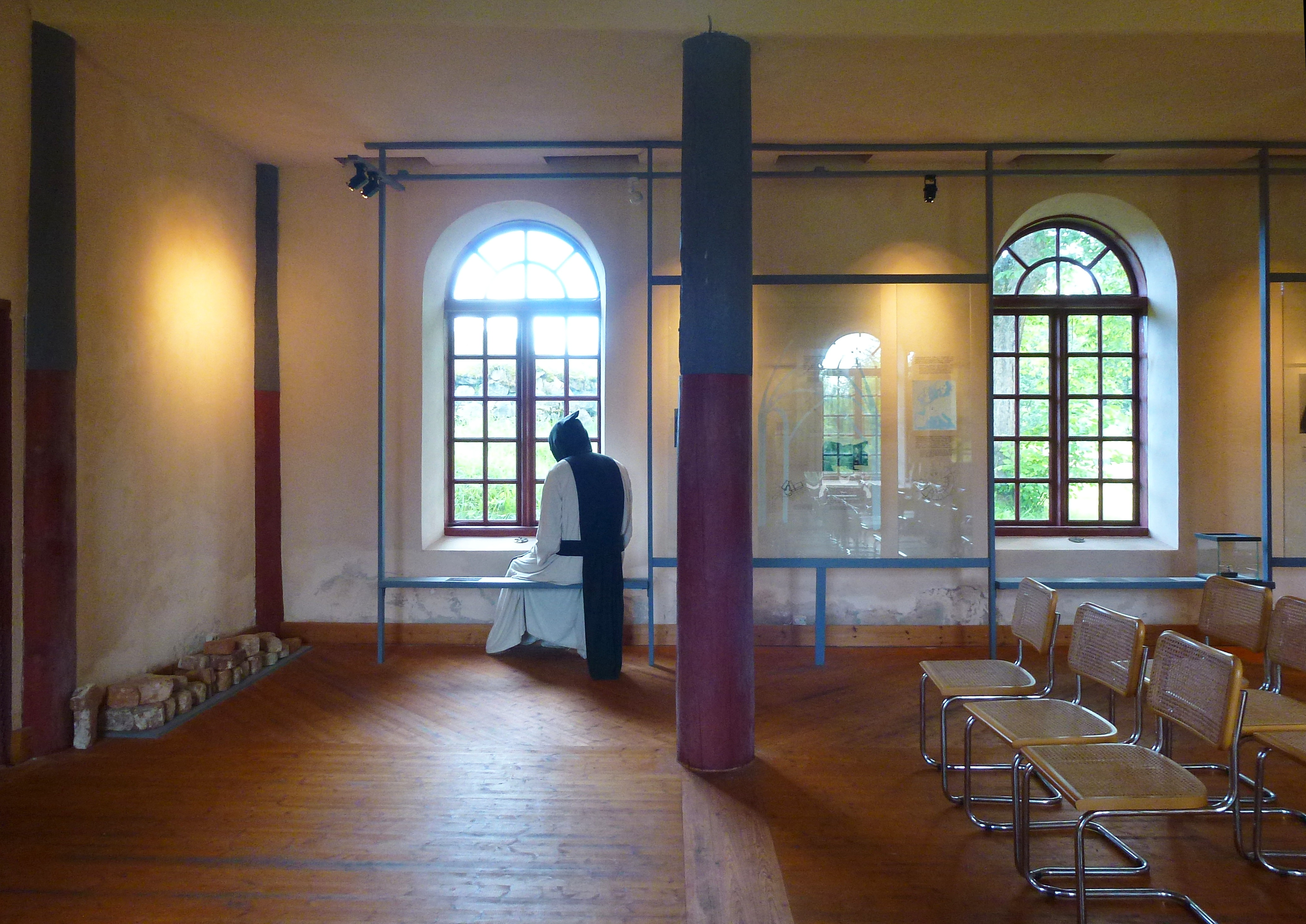
Interiör
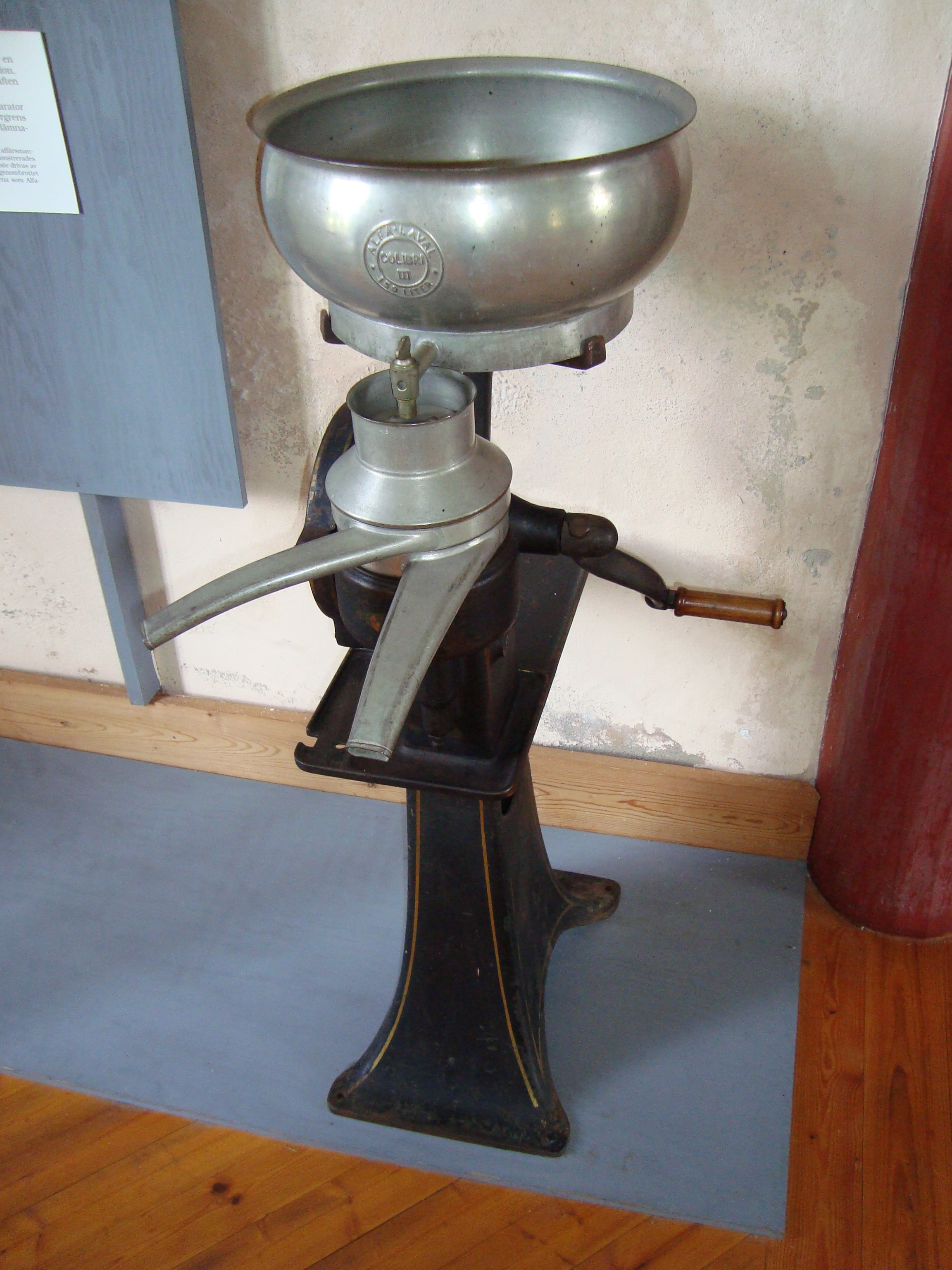
Separator